# Calymperidium
Calymperidium là một chi rêu trong họ Calymperaceae.